# Мечислав Вольфке
Мечислав Вольфке (пол. Mieczysław Wolfke, 29 травня 1883, Ласк,  Королівство Польське, Російська імперія — 3 травня 1947, Цюрих, Швейцарія) — польський фізик, член Польської Академії Наук (1932).
Навчався в 1901—1907 роках в Льєзькому і Паризькому університетах. У 1907—1910 рр. працював у Вроцлавському університеті, в 1914—1922 роках — В Цюрихському політехнікумі і університеті, в 1922—1939 роках — професор Варшавського політехнічного інституту. Організатор Інституту низьких температур у Варшаві.
Будучи ще 15-річним гімназистом з міста Ченстохова, в 1898 році послав до Петербурга заявку на винахід «Телектроскопа», де вперше запропонував передавати сигнал телевізійного зображення не по дротах, а по радіо. Основні ж його роботи з фізики низьких температур і  оптиці, зокрема з теорії дифракційного зображення.
У 1911 році сконструював нову ртутно-кадмієву лампу, в 1927 році спільно з  В. Кеєзомом відкрив два різновиди рідкого гелію — гелій I і гелій II, досліджував властивості рідкого гелію, рідкого і твердого водню. У 1920 році в роботі «Про можливості оптичного зображення молекулярної решітки» висунув і експериментально перевірив ідею  голографічного методу отримання зображень. Цей метод реєстрації та відтворення об'єктів запропонував в 1948 році англійський фізик  Д. Габор, що призвело до створення нового напряму прикладної оптики — голографії.
Також відомі його роботи з теорії тепла, квантової теорії і електричних розрядів в газах.